# Maccabi Tel Aviv Football Club
El Maccabi Tel Aviv Football Club (en hebreo: מועדון כדורגל מכבי תל אביב; Moadon Kaduregel Maccabi Tel Aviv) es la sección de fútbol del club polideportivo Maccabi Tel Aviv. Es uno de los clubes más importantes dentro del fútbol de Israel, y juega en la Ligat ha'Al.
Es el equipo de fútbol más antiguo de Israel, y fue fundado en 1906, bajo la denominación de "HaRishon LeZion-Yaffo". "Maccabi" proviene del hebreo, y significa "el que está entre los dioses", lo que representa al club por tener en su escudo la Estrella de David.
Es el equipo más ganador de Israel con 25 Ligas, 24 Copas, 8 Supercopas, 8 Copas Toto y 2 Ligas de Campeones de la AFC. Es el único equipo del país que no ha descendido y es uno de los 3 clubes israelíes que ha llegado a disputar la fase de grupos de la UEFA Champions League, junto al Maccabi Haifa y Hapoel Tel Aviv FC. 
Se destacan por la correcta inversión del desarrollo de las jóvenes promesas. Poseen tres academias de fútbol menor en Tel Aviv, trabajando con más de setecientos niños entre edades de 6 a 15 años.
Su máximo rival es el Hapoel Tel Aviv, con el que disputa el partido conocido como el "Gran Derbi de Tel Aviv". También son considerados clásicos los partidos contra el Maccabi Haifa y el Beitar Jerusalem, el equipo más popular de Israel.
Debido a la Guerra de Gaza, al igual que el Maccabi Haifa, para competencias UEFA su localía la hace en el Estadio Partizán, en Belgrado, Serbia.

## Historia

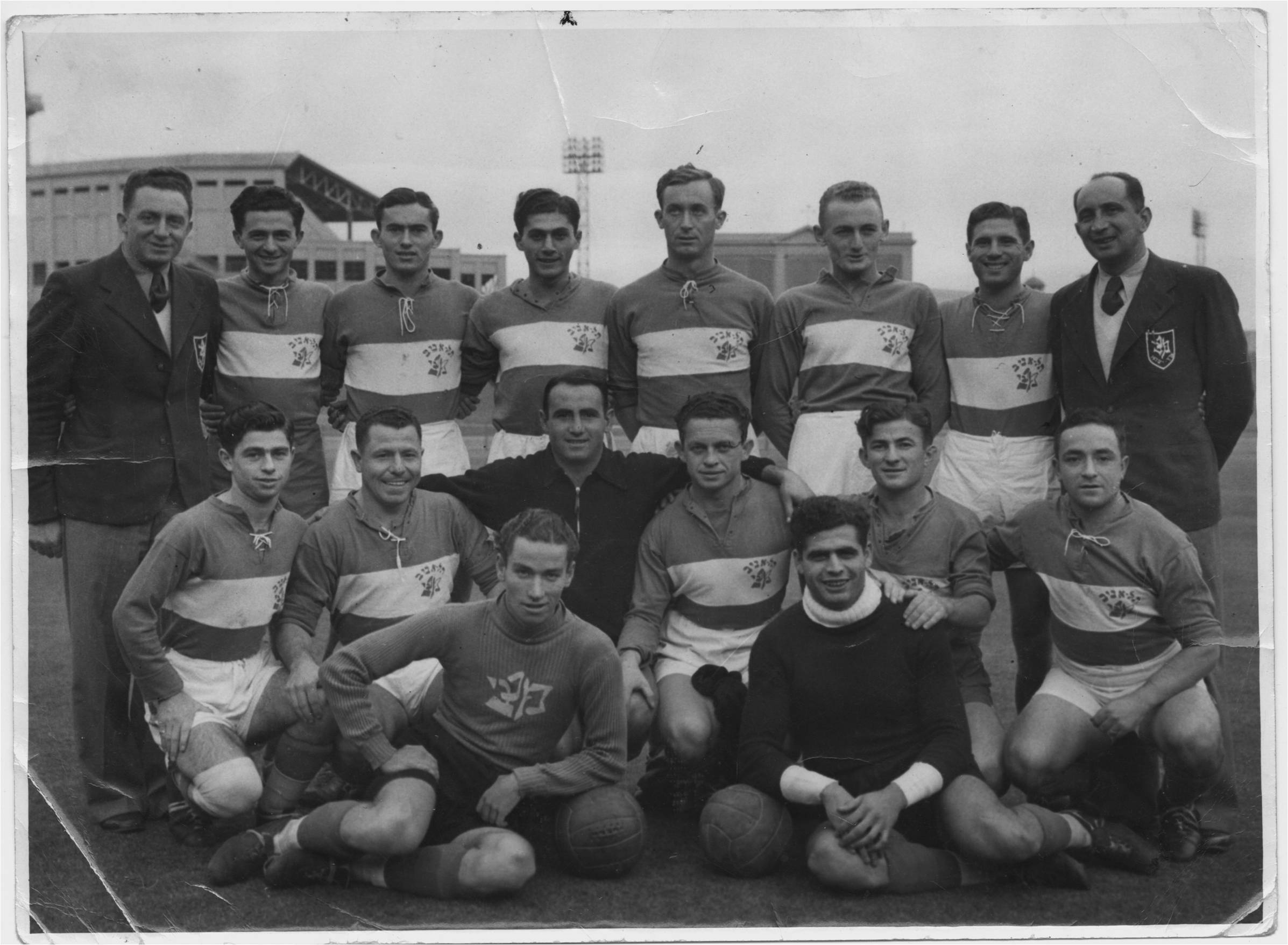
Maccabi Tel Aviv en Australia en 1939

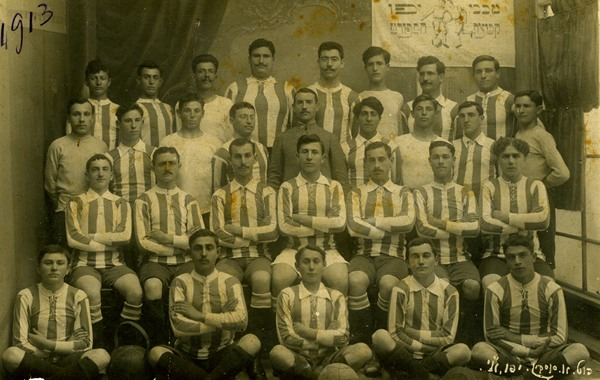
Maccabi Tel Aviv en 1913

En la temporada 2004-2005 el Maccabi Tel Aviv participó en la Liga de Campeones de la UEFA, consiguiendo ser el segundo club israelí en disputar dicha competición, tras el Maccabi Haifa que lo hizo en la temporada 2002-2003. Fue el primer equipo en disputar los partidos en Israel, ya que el Maccabi Haifa lo tuvo que hacer en Chipre por motivos de seguridad. Los partidos en casa fueron disputados en el estadio de Ramat-Gan, ya que el estadio de Bloomfield no cumplía con los requisitos de seguridad requeridos por la UEFA. El equipo fue eliminado en la primera ronda con 4 puntos, tras enfrentarse con el Bayern de Múnich, Juventus y Ajax Ámsterdam.

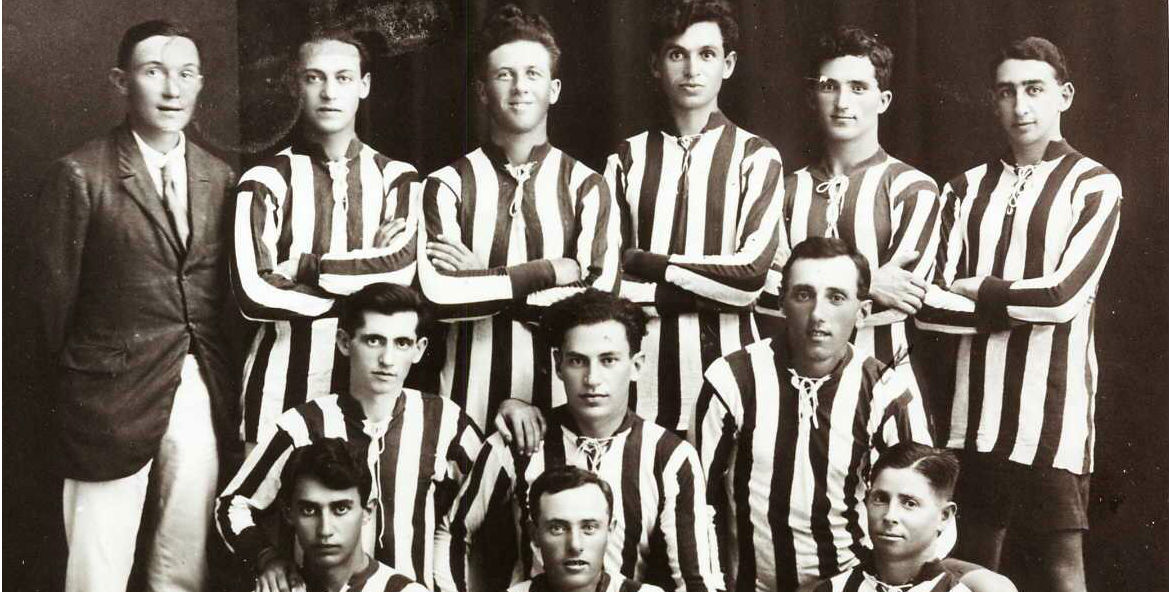
Maccabi Tel Aviv, 1921

Durante la temporada 2005-2006 el club celebró el año de su centenario, fichó a varias estrellas, como Avi Nimni, Eyal Berkovic, Giovanni Rosso, José Duarte, Bendición Kaku, Avi Yehiel, Eugen Trika, Erez Eliav o Zion Cohen, este último se retiró del fútbol tras un par de semanas debido a problemas médicos. Gracias a estos fichajes el Maccabi recibió el apodo de Galácticos por parte de los medios de comunicación, semejante al Real Madrid. Logró batir el récord de abonados, pasando de 5.500 a más de 9.000 dos meses antes del primer partido de la temporada, llegando hasta los 11 000. Sin embargo finalizó la temporada en sexto lugar de la liga, 31 puntos por detrás del Maccabi Haifa.

### Era Jordi Cruyff

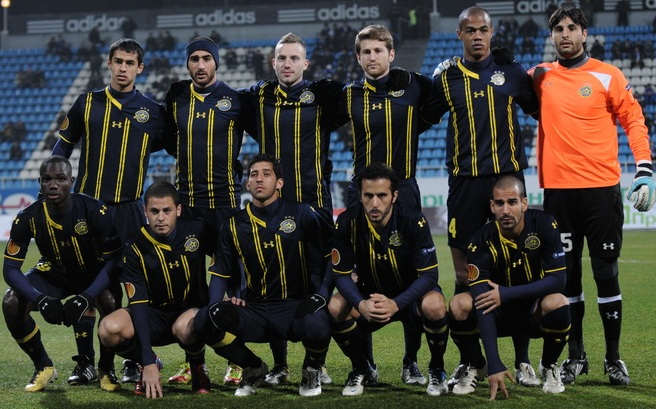
Foto del equipo ante del partido ante Dynamo Kyiv.

La temporada 2012/13 puso final a una sequía de títulos ligueros. Bajo la administración del nuevo director deportivo, Jordi Cruyff y del técnico español Óscar García, Maccabi dominó la liga enfáticamente tras dejar atrás a su rival más cercano por trece puntos. Terminaron la liga con récord de goles anotados y concedidos, con 78 y 30, respectivamente. Elidan Atar con 22 goles fue el máximo anotador de la temporada, quien fue ayudado por Maharan Radi quien realizó 11 asistencias. También destacaba el arquero mundialista nigeriano, Vincent Enyeama.

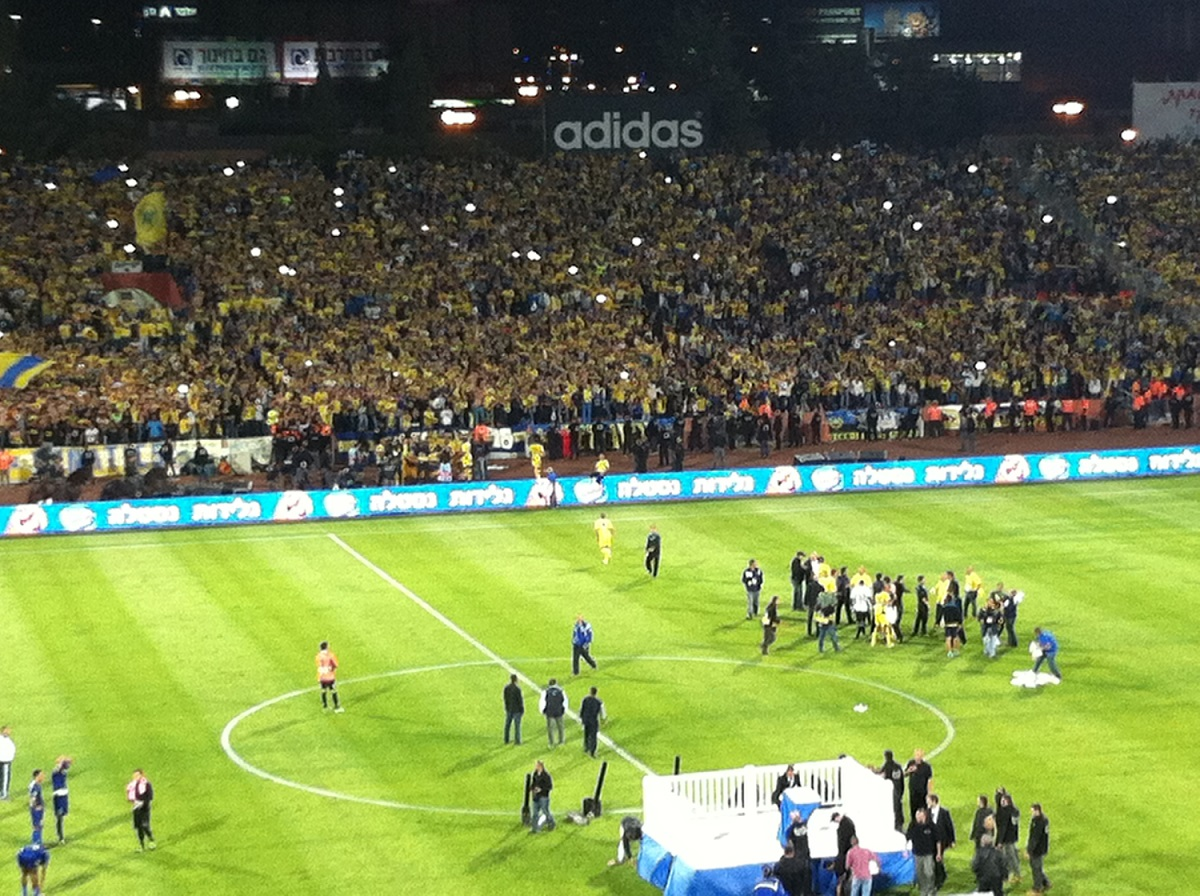
Maccabi Tel Aviv ganando el título de la temporada 2012-2013.

La campaña 2013/14 vio un cambio en el banquillo, supliendo el portugués Paulo Sousa al anterior técnico. Asimismo la plantilla cambió considerablemente saliendo y llegando distintos jugadores. Destaca la salida de Enyeama al Lille y la llegada de Juan Pablo Colinas proveniente del Sporting de Gijón y la de Nikola Mitrović proveniente del Videoton FC. El equipo obtuvo nuevamente el campeonato liguero, esta vez con Eran Zahavi de protagonista. De igual manera también obtuvieron protagonismo en Europa, tras pasar de la fase de grupos de la UEFA Europa League 2013/14, pero siendo eliminados en dieciseisavos por el FC Basel.

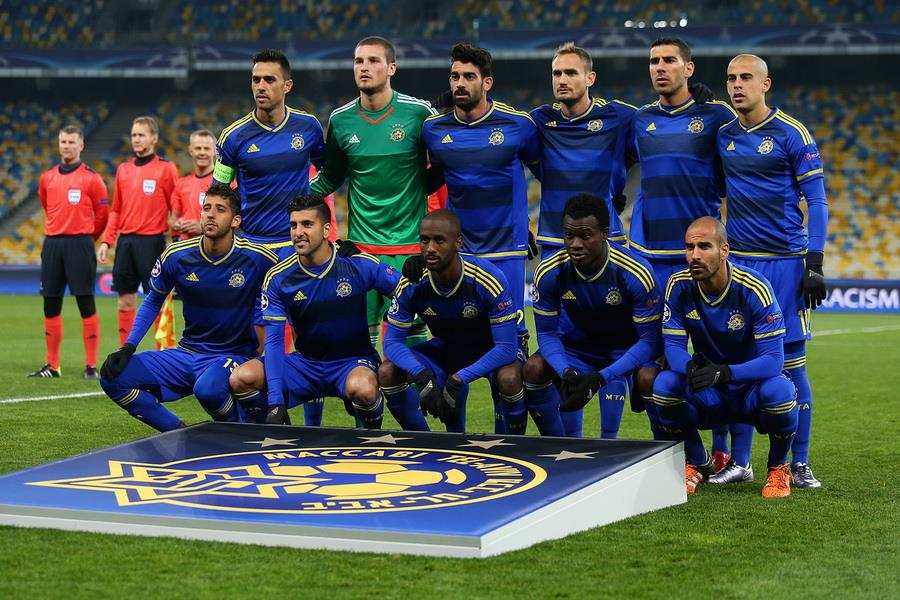
Foto antes del partido ante Dynamo Kyiv en la Liga de Campeones de la UEFA 2015-16.

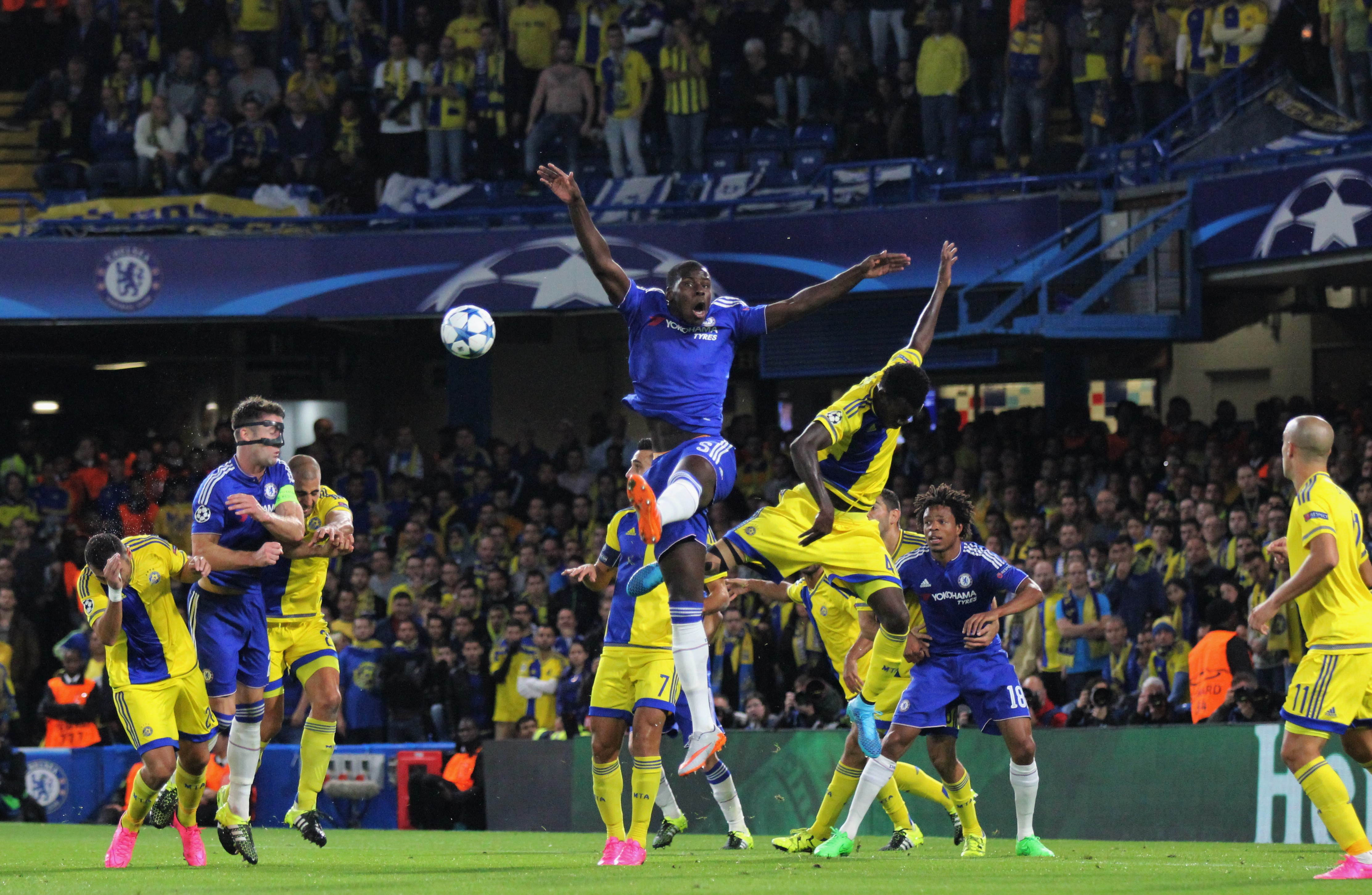
Maccabi vs. Chelsea en la fase de grupos de la Liga de Campeones de la UEFA 2015-16.

El comienzo de la temporada 2014-2015 fue bastante inestable. El Conflicto entre la Franja de Gaza e Israel de 2014 significó que las eliminatorias a la UEFA Champions League y la UEFA Europa League sean celebradas fuera de Israel. También Paulo Sousa dejó el banquillo para irse al FC Basel, y fue reemplazado por el mismísimo Óscar García quien abandonó rápidamente y llegó finalmente Pako Ayestarán, quien nunca había tenido experiencia como primer entrenador en Europa. Durante el derby de Tel Aviv el 3 de noviembre de 2014 un fan del Hapoel entró al campo e intentó asaltar a Eran Zahavi, quien se defendió y se le fue mostrada una tarjeta roja. Después del partido, a ambos equipos se les fue restado 1 punto, así como fue suspendido el encuentro. Sin embargo, esto no fue suficiente para frenar al Maccabi Tel Aviv, que ganó los tres trofeos locales: la Ligat ha'Al, la Copa de Israel y la Copa Toto. Jugadores como Nosa Igiebor y Eden Ben Basat surgieron y destacaron en la temporada. Eran Zahavi volvió a ser la estrella, puesto que anotó 27 goles en la temporada y rompió el récord israelí de partidos consecutivos marcando.
Para el comienzo de la siguiente temporada, Pako Ayestarán decide dejar el club y se va al Santos Laguna, por lo que es sustituido por Slaviša Jokanović, quien logró ascender al Watford FC a la Barclays Premier League. Después de diez años, el Maccabi Tel Aviv logra llegar a la fase de grupos de la UEFA Champions League tras eliminar al FC Basel por la regla de los goles de visitante, 2-2 la ida y 1-1 la vuelta.

## Afición y rivalidad

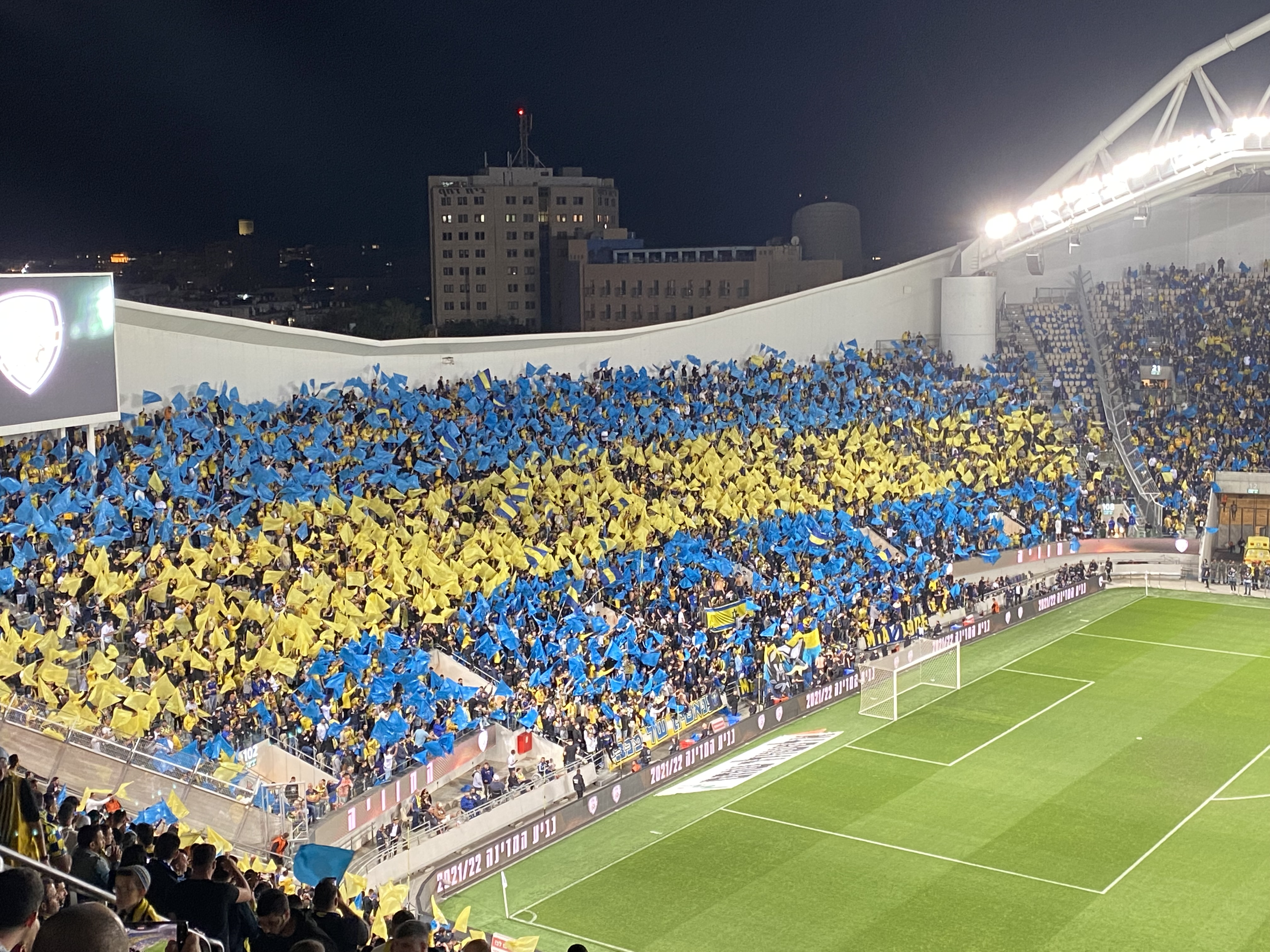
Fanáticos del Maccabi Tel Aviv en un derby disputado en 2022.

Maccabi tiene su propia organización de fanáticos, llamada "Maccabi Fanatics", los cuales se ubican en la puerta 11. Estos han congeniado una amistad con VAK410, barra conformada por hinchas del Ajax de Ámsterdam, desde la década de los 2000.
Su máximo rival es el Hapoel Tel Aviv FC. Los partidos entre estos dos equipos generan mucha atención en todo Israel y es mayormente conocido como el "Gran Derby de Tel Aviv". También se encuentran otras rivalidades como las del Bnei Yehuda, la cual es llamada el "Pequeño Derby de Tel Aviv" al igual que con otros equipos como el Beitar Jerusalem o el Maccabi Haifa.
Una encuesta surgida en marzo de 2012 por Yedioth Ahronoth (principal periódico israelí), mostró que el Maccabi Tel Aviv es el segundo equipo más popular de Israel después del Beitar Jerusalem, aunque este último nunca ha podido destacarse en torneos continentales y su palmarés es muy reducido, a comparación de los otros equipos grandes del país (Maccabi Tel Aviv, Hapoel Tel Aviv y Maccabi Haifa, respectivamente). La misma encuesta reveló que el 33% de los residentes de Tel Aviv apoyan al equipo.

## Estadio

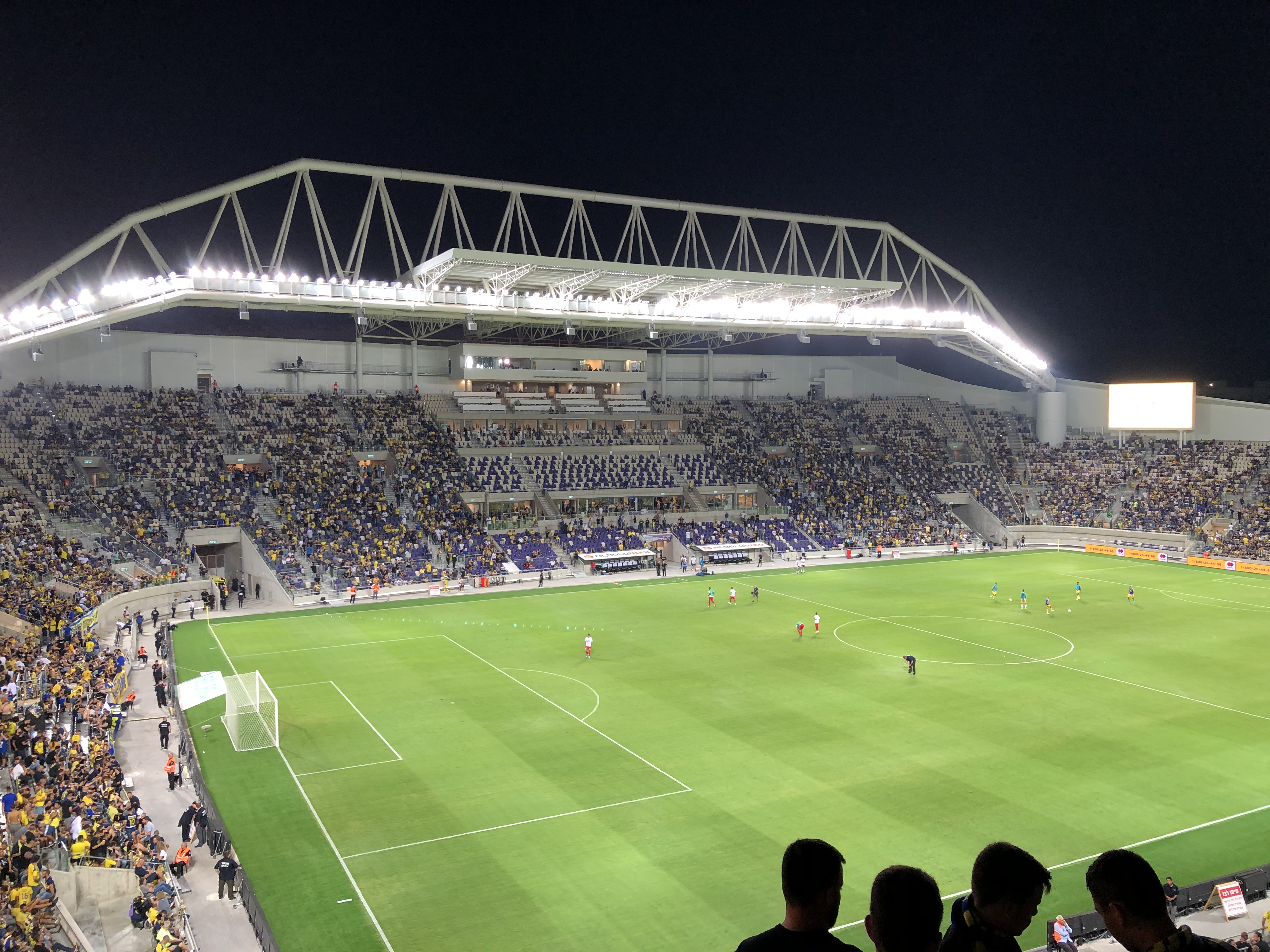
Bloomfield Stadium

Bloomfield es un estadio de fútbol de Tel Aviv, Israel. Es la casa del Maccabi Tel Aviv, además del Hapoel Tel Aviv FC y Bnei Yehuda Tel Aviv. El estadio cuenta con capacidad para 29.400 espectadores. El estadio ha sido recientemente adecuado para que los espectadores mejoren el disfrute de los encuentros sentados. Es sede del Maccabi Tel Aviv desde el año 1963, ya que anteriormente albergaba sus encuentros de local en el Estadio Nacional.
Las puertas 10 y 11 suelen ser utilizadas por los ultras del Maccabi y la mayoría de sus hinchas. Las 8 también se pueblan de sus aficionados.

## Datos del club
- Temporadas en 1.ª: 100 (1949 - Presente).
- Temporadas en 2.ª: 0
- Mayor goleada conseguida:
  - En campeonatos nacionales: Maccabi Tel Aviv 13–0 Maccabi Rishon LeZion (1950).
  - En torneos internacionales: Maccabi Tel Aviv 6–0  FC Žalgiris (2001), Maccabi Tel Aviv 6–0  FK Željezničar Sarajevo (2011)
- Mayor goleada recibida:
  - En campeonatos nacionales: Maccabi Haifa 10–0 Maccabi Tel Aviv (1988).
  - En torneos internacionales:  Bayern Múnich 5–1 Maccabi Tel Aviv (2004),  Besiktaş 5–1 Maccabi Tel Aviv (2011)
- Mejor puesto en la liga: 1º.
- Peor puesto en la liga: 12º (1987-1988)
- Máximo goleador:  Avi Nimni 174 goles oficiales.
- Jugador con más partidos disputados:  Menachem Bello, 498 partidos oficiales.
- Más puntos en una temporada: 88 (1993-94)
- Mayor racha sin perder: 44 partidos (11/10/1951 al 3/5/1955)

### Estadísticas en competiciones internacionales

#### Por competición
Nota: En negrita competiciones activas.
| Competición                         | Temp. | PJ  | PG | PE | PP | GF  | GC  | Dif. | Puntos | Títulos | Subtítulos |
| ----------------------------------- | ----- | --- | -- | -- | -- | --- | --- | ---- | ------ | ------- | ---------- |
| Liga de Campeones de la AFC         | 2     | 12  | 10 | 2  | 0  | 33  | 6   | +27  | 32     | 2       | –          |
| Liga de Campeones de la UEFA        | 10    | 47  | 15 | 10 | 22 | 50  | 63  | -13  | 55     | –       | –          |
| Liga Europa de la UEFA              | 15    | 96  | 42 | 21 | 33 | 136 | 120 | +16  | 147    | –       | –          |
| Liga Europa Conferencia de la UEFA  | 1     | 14  | 7  | 5  | 2  | 23  | 8   | +15  | 26     | –       | –          |
| Recopa de Europa de la UEFA         | 1     | 4   | 2  | 1  | 1  | 6   | 4   | +2   | 7      | –       | –          |
| Total                               | 29    | 173 | 76 | 39 | 58 | 248 | 201 | +47  | 267    | 2       | 0          |
| Actualizado a la Temporada 2021-22. |       |     |    |    |    |     |     |      |        |         |            |

## Participación en competiciones AFC
| Competición AFC | Competición AFC        | Competición AFC | Competición AFC   | Competición AFC | Competición AFC | Competición AFC |
| Temporada       | Torneo                 | Ronda           | Club              | Local           | Visita          | Global          |
| --------------- | ---------------------- | --------------- | ----------------- | --------------- | --------------- | --------------- |
| 1969            | Copa de Clubes de Asia | Fase de grupos  | Toyo Kogyo        | 3–2             | 3–2             | 1.º lugar       |
| 1969            | Copa de Clubes de Asia | Fase de grupos  | Kowloon Motor Bus | 5–0             | 5–0             | 1.º lugar       |
| 1969            | Copa de Clubes de Asia | Fase de grupos  | Perak FA          | 1–1             | 1–1             | 1.º lugar       |
| 1969            | Copa de Clubes de Asia | Fase de grupos  | Persépolis        | 0–0             | 0–0             | 1.º lugar       |
| 1969            | Copa de Clubes de Asia | Semifinales     | Mysore State      | 6–1             | 6–1             | 6–1             |
| 1969            | Copa de Clubes de Asia | Final           | Yangzee           | 1–0             | 1–0             | 1–0             |
| 1971            | Copa de Clubes de Asia | Fase Previa     | Perak FA          | 1–0             | 1–0             | 1–0             |
| 1971            | Copa de Clubes de Asia | Fase de grupos  | Al-Shorta         | 3–0 (w/o)       | 3–0 (w/o)       | 1.º lugar       |
| 1971            | Copa de Clubes de Asia | Fase de grupos  | Punjab Police     | 4–1             | 4–1             | 1.º lugar       |
| 1971            | Copa de Clubes de Asia | Fase de grupos  | Bangkok Bank      | 4–1             | 4–1             | 1.º lugar       |
| 1971            | Copa de Clubes de Asia | Semifinales     | ROK Army          | 2–0             | 2–0             | 2–0             |
| 1971            | Copa de Clubes de Asia | Final           | Al-Shorta         | 3–0 (w/o)       | 3–0 (w/o)       | 3–0 (w/o)       |

## Participación en competiciones UEFA
| Competición UEFA | Competición UEFA                   | Competición UEFA   | Competición UEFA      | Competición UEFA | Competición UEFA | Competición UEFA |
| Temporada        | Torneo                             | Ronda              | Club                  | Local            | Visita           | Global           |
| ---------------- | ---------------------------------- | ------------------ | --------------------- | ---------------- | ---------------- | ---------------- |
| 1992–93          | Liga de Campeones de la UEFA       | Clasificatoria     | Valletta              | 1–0              | 2–1              | 3–1              |
| 1992–93          | Liga de Campeones de la UEFA       | 1                  | Brujas                | 0–1              | 0–3              | 0–4              |
| 1994–95          | Recopa de Europa                   | Clasificatoria     | Keflavík              | 4–1              | 2–1              | 6–2              |
| 1994–95          | Recopa de Europa                   | 1                  | Werder Bremen         | 0–0              | 0–2              | 0–2              |
| 1995–96          | Liga de Campeones de la UEFA       | Clasificatoria     | Grasshoppers          | 0–1              | 1–1              | 1–2              |
| 1996–97          | Liga de Campeones de la UEFA       | Clasificatoria     | Fenerbahçe            | 0–1              | 1–1              | 1–2              |
| 1996–97          | Copa de la UEFA                    | 1                  | Tenerife              | 1–1              | 2–3              | 3–4              |
| 1999–2000        | Copa de la UEFA                    | Clasificatoria     | FBK Kaunas            | 3–1              | 1–2              | 4–3              |
| 1999–2000        | Copa de la UEFA                    | 1                  | Racing Lens           | 2–2              | 1–2              | 3–4              |
| 2001–02          | Copa de la UEFA                    | Clasificatoria     | Žalgiris              | 6–0              | 1–0              | 7–0              |
| 2001–02          | Copa de la UEFA                    | 1                  | Dinamo Zagreb         | 1–1              | 2–2              | 3–3 (v.)         |
| 2001–02          | Copa de la UEFA                    | 2                  | Roda JC               | 2–1              | 1–4              | 3–5              |
| 2002–03          | Copa de la UEFA                    | 1ª Clasificatoria  | Levadia Tallinn       | 2–0              | 2–0              | 4–0              |
| 2002–03          | Copa de la UEFA                    | 1                  | Boavista              | 1–0              | 1–4              | 2–4              |
| 2003–04          | Liga de Campeones de la UEFA       | 2.ª Clasificatoria | MŠK Žilina            | 1–1              | 0–1              | 1–2              |
| 2004–05          | Liga de Campeones de la UEFA       | 2ª Clasificatoria  | HJK Helsinki          | 1–0              | 0–0              | 1–0              |
| 2004–05          | Liga de Campeones de la UEFA       | 3ª Clasificatoria  | PAOK Salónica         | 1–0              | 3–0              | 4–0              |
| 2004–05          | Liga de Campeones de la UEFA       | Fase de grupos     | Bayern Múnich         | 0–1              | 1–5              | 4.º lugar        |
| 2004–05          | Liga de Campeones de la UEFA       | Fase de grupos     | Juventus              | 1–1              | 0–1              | 4.º lugar        |
| 2004–05          | Liga de Campeones de la UEFA       | Fase de grupos     | Ajax Ámsterdam        | 2–1              | 0–3              | 4.º lugar        |
| 2005–06          | Copa de la UEFA                    | 2ª Clasificatoria  | APOEL Nicosia         | 2–2 (pró.)       | 0–1              | 2–3              |
| 2007–08          | Copa de la UEFA                    | 1ª Clasificatoria  | Santa Coloma          | 4–0              | 0–1              | 4–1              |
| 2007–08          | Copa de la UEFA                    | 2ª Clasificatoria  | Kayseri Erciyesspor   | 1–1              | 1–3              | 2–4              |
| 2010–11          | Liga Europa de la UEFA             | 2ª Clasificatoria  | FK Mogren             | 2–0              | 1–2              | 3–2              |
| 2010–11          | Liga Europa de la UEFA             | 3ª Clasificatoria  | Olympiacos            | 1–0              | 1–2              | 2–2 (a)          |
| 2010–11          | Liga Europa de la UEFA             | Playoff            | París Saint-Germain   | 4–3              | 0–2              | 4–5              |
| 2011–12          | Liga Europa de la UEFA             | 2ª Clasificatoria  | FK Khazar Lankaran    | 3–1              | 0–0              | 3–1              |
| 2011–12          | Liga Europa de la UEFA             | 3ª Clasificatoria  | Željezničar           | 6–0              | 2–0              | 8–0              |
| 2011–12          | Liga Europa de la UEFA             | Play-Off           | Panathinaikos         | 3–0              | 1–2              | 4–2              |
| 2011–12          | Liga Europa de la UEFA             | Fase de grupos     | Beşiktaş              | 2–3              | 1–5              | 4.º lugar        |
| 2011–12          | Liga Europa de la UEFA             | Fase de grupos     | Dinamo de Kiev        | 1–1              | 3–3              | 4.º lugar        |
| 2011–12          | Liga Europa de la UEFA             | Fase de grupos     | Stoke City            | 1–2              | 0–3              | 4.º lugar        |
| 2013–14          | Liga de Campeones de la UEFA       | 2ª Clasificatoria  | Győri ETO             | 2–1              | 2–0              | 4–1              |
| 2013–14          | Liga de Campeones de la UEFA       | 3ª Clasificatoria  | Basel                 | 3–3              | 0–1              | 3–4              |
| 2013–14          | Liga Europa de la UEFA             | Playoff            | PAOK Salónica         | Bye              | Bye              | Bye              |
| 2013–14          | Liga Europa de la UEFA             | Fase de grupos     | Girondins de Bordeaux | 1–0              | 2–1              | 2.º lugar        |
| 2013–14          | Liga Europa de la UEFA             | Fase de grupos     | APOEL Nicosia         | 0–0              | 0–0              | 2.º lugar        |
| 2013–14          | Liga Europa de la UEFA             | Fase de grupos     | Eintracht Frankfurt   | 4–2              | 0–2              | 2.º lugar        |
| 2013–14          | Liga Europa de la UEFA             | 1/16               | Basel                 | 0–0              | 0–3              | 0–3              |
| 2014–15          | Liga de Campeones de la UEFA       | 2ª Clasificatoria  | Santa Coloma          | 2–0              | 1–0              | 3–0              |
| 2014–15          | Liga de Campeones de la UEFA       | 3ª Clasificatoria  | Maribor               | 2–2              | 0–1              | 2–3              |
| 2014–15          | Liga Europa de la UEFA             | Play-Off           | Asteras Trípoli       | 3–1              | 0–2              | 3–3 (v.)         |
| 2015–16          | Liga de Campeones de la UEFA       | 2ª Clasificatoria  | Hibernians            | 5–1              | 1–2              | 6–3              |
| 2015–16          | Liga de Campeones de la UEFA       | 3ª Clasificatoria  | Viktoria Plzeň        | 1–2              | 2–0              | 3–2              |
| 2015–16          | Liga de Campeones de la UEFA       | Play-Off           | Basel                 | 1–1              | 2–2              | 3–3 (v.)         |
| 2015–16          | Liga de Campeones de la UEFA       | Fase de grupos     | Chelsea               | 0–4              | 0–4              | 4.º lugar        |
| 2015–16          | Liga de Campeones de la UEFA       | Fase de grupos     | Dinamo de Kiev        | 0–2              | 0–1              | 4.º lugar        |
| 2015–16          | Liga de Campeones de la UEFA       | Fase de grupos     | Porto                 | 1–3              | 0–2              | 4.º lugar        |
| 2016–17          | Liga Europa de la UEFA             | 1ª Clasificatoria  | Gorica                | 3–0              | 1–0              | 4–0              |
| 2016–17          | Liga Europa de la UEFA             | 2ª Clasificatoria  | Kairat                | 2–1              | 1–1              | 3–2              |
| 2016–17          | Liga Europa de la UEFA             | 3ª Clasificatoria  | Pandurii Târgu Jiu    | 2–1              | 3–1              | 5–2              |
| 2016–17          | Liga Europa de la UEFA             | Play-Off           | Hajduk Split          | 2–1              | 1–2              | 3–3 (4:3 p.)     |
| 2016–17          | Liga Europa de la UEFA             | Fase de grupos     | Zenit                 | 3–4              | 0–2              | 3.º lugar        |
| 2016–17          | Liga Europa de la UEFA             | Fase de grupos     | AZ Alkmaar            | 0–0              | 2–1              | 3.º lugar        |
| 2016–17          | Liga Europa de la UEFA             | Fase de grupos     | Dundalk               | 2–1              | 0–1              | 3.º lugar        |
| 2017–18          | Liga Europa de la UEFA             | 1ª Clasificatoria  | Tirana                | 2–0              | 3–0              | 5–0              |
| 2017–18          | Liga Europa de la UEFA             | 2ª Clasificatoria  | KR                    | 3–1              | 2–0              | 5–1              |
| 2017–18          | Liga Europa de la UEFA             | 3ª Clasificatoria  | Panionios             | 1–0              | 1–0              | 2–0              |
| 2017–18          | Liga Europa de la UEFA             | Play-Off           | Altach                | 2–2              | 1–0              | 3–2              |
| 2017–18          | Liga Europa de la UEFA             | Fase de grupos     | Villarreal            | 0–0              | 1–0              | 4.º lugar        |
| 2017–18          | Liga Europa de la UEFA             | Fase de grupos     | Astana                | 0–1              | 0–4              | 4.º lugar        |
| 2017–18          | Liga Europa de la UEFA             | Fase de grupos     | Slavia Praga          | 0–2              | 0–1              | 4.º lugar        |
| 2018–19          | Liga Europa de la UEFA             | 1ª Clasificatoria  | Ferencvárosi          | 1–0              | 1–1              | 2–1              |
| 2018–19          | Liga Europa de la UEFA             | 2ª Clasificatoria  | Radnički Niš          | 2–0              | 2–2              | 4–2              |
| 2018–19          | Liga Europa de la UEFA             | 3ª Clasificatoria  | Pyunik                | 2–1              | 0–0              | 2–1              |
| 2018–19          | Liga Europa de la UEFA             | Play-Off           | Sarpsborg             | 2–1              | 1–3              | 3–4              |
| 2019–20          | Liga de Campeones de la UEFA       | 2ª Clasificatoria  | CFR Cluj              | 2–2              | 0–1              | 2–3              |
| 2019–20          | Liga Europa de la UEFA             | 3ª Clasificatoria  | Sūduva                | 1–2              | 1–2              | 2–4              |
| 2020–21          | Liga de Campeones de la UEFA       | 1ª Clasificatoria  | Riga                  | 2–0              | –                | 2–0              |
| 2020–21          | Liga de Campeones de la UEFA       | 2ª Clasificatoria  | Sūduva                | –                | 3–0              | 3–0              |
| 2020–21          | Liga de Campeones de la UEFA       | 3ª Clasificatoria  | Dinamo Brest          | 1–0              | –                | 1–0              |
| 2020–21          | Liga de Campeones de la UEFA       | Play-Off           | Red Bull Salzburgo    | 1–2              | 1–3              | 2–5              |
| 2020–21          | Liga Europa de la UEFA             | Fase de grupos     | Qarabağ               | 1–0              | 1–1              | 2.º lugar        |
| 2020–21          | Liga Europa de la UEFA             | Fase de grupos     | Sivasspor             | 1–0              | 2–1              | 2.º lugar        |
| 2020–21          | Liga Europa de la UEFA             | Fase de grupos     | Villarreal            | 1–1              | 0–4              | 2.º lugar        |
| 2020–21          | Liga Europa de la UEFA             | 1/16               | Shakhtar Donetsk      | 0–2              | 0–1              | 0–3              |
| 2021–22          | Liga Europa Conferencia de la UEFA | 2ª Clasificatoria  | Sutjeska              | 3–1              | 0–0              | 3–1              |
| 2021–22          | Liga Europa Conferencia de la UEFA | 3ª Clasificatoria  | Spartak Trnava        | 1–0              | 0–0              | 1–0              |
| 2021–22          | Liga Europa Conferencia de la UEFA | Play-Off           | Shakhter Karagandá    | 2–0              | 2–1              | 4–1              |
| 2021–22          | Liga Europa Conferencia de la UEFA | Fase de grupos     | Alashkert             | 4–1              | 1–1              | 2.º lugar        |
| 2021–22          | Liga Europa Conferencia de la UEFA | Fase de grupos     | LASK                  | 0–1              | 1–1              | 2.º lugar        |
| 2021–22          | Liga Europa Conferencia de la UEFA | Fase de grupos     | HJK                   | 3–0              | 5–0              | 2.º lugar        |
| 2021–22          | Liga Europa Conferencia de la UEFA | Preliminar Octavos | PSV                   | 1–1              | 0–1              | 1–2              |
| 2022–23          | Liga Europa Conferencia de la UEFA | 2ª Clasificatoria  | Zira                  | 0–3              | 0–0              | 0–3              |
| 2022–23          | Liga Europa Conferencia de la UEFA | 3ª Clasificatoria  | Aris Salónica         | 2–0              | 1–2              | 3–2              |
| 2022–23          | Liga Europa Conferencia de la UEFA | Play-Off           | Niza                  | 1–0              | 0-2              | 1-2              |
| 2023-24          | Liga Europa Conferencia de la UEFA | 2ª Clasificatoria  | FC Petrocub Hîncești  | 3-0              | 2-0              | 5-0              |
| 2023-24          | Liga Europa Conferencia de la UEFA | 3ª Clasificatoria  | AEK Larnaca           | 1-0              | 1-1              | 2-1              |
| 2023-24          | Liga Europa Conferencia de la UEFA | Play-Off           | NK Celje              | 4-1              | 1-1              | 5-2              |
| 2023-24          | Liga Europa Conferencia de la UEFA | Grupo B            | KAA Gent              | 2-1              | 0-2              | 1º lugar         |
| 2023-24          | Liga Europa Conferencia de la UEFA | Grupo B            | Zorya Luhansk         | 3-2              | 3-1              | 1º lugar         |
| 2023-24          | Liga Europa Conferencia de la UEFA | Grupo B            | Breidablik            | 3-2              | 2-1              | 1º lugar         |
| 2023-24          | Liga Europa Conferencia de la UEFA | 1/8                | Olympiakos            | 1-6              | 4-1              | 5-7              |
| 2024-25          | Liga de Campeones de la UEFA       | 2ª Clasificatoria  | Steaua Bucarest       | 0-1              | 1-1              | 1-2              |
| 2024-25          | Liga Europa de la UEFA             | 3ª Clasificatoria  | FK Panevėžys          | 3-0              | 2-1              | 5-1              |
| 2024-25          | Liga Europa de la UEFA             | Play-Off           | FK TSC                | 3-0              | 5-1              | 8-1              |
| 2024-25          | Liga Europa de la UEFA             | Fase Liga          | SC Braga              |                  | 1-2              |                  |
| 2024-25          | Liga Europa de la UEFA             | Fase Liga          | FC Midtjylland        | 0-2              |                  |                  |
| 2024-25          | Liga Europa de la UEFA             | Fase Liga          | Real Sociedad         | 1-2              |                  |                  |
| 2024-25          | Liga Europa de la UEFA             | Fase Liga          | AFC Ajax              |                  | 5-0              |                  |
| 2024-25          | Liga Europa de la UEFA             | Fase Liga          | Beşiktaş JK           |                  | 1-3              |                  |
| 2024-25          | Liga Europa de la UEFA             | Fase Liga          | FK RFS                | 2-1              |                  |                  |
| 2024-25          | Liga Europa de la UEFA             | Fase Liga          | FK Bodø/Glimt         |                  | 3-1              |                  |
| 2024-25          | Liga Europa de la UEFA             | Fase Liga          | FC Porto              | 0-1              |                  |                  |

## Jugadores

### Números retirados
- 8: Avi Nimni
- 12: Meni Levi

## Palmarés

### Torneos nacionales (65)
- Ligat ha'Al (25): 1936, 1937, 1939, 1941/42, 1946/47, 1949/50, 1951/52, 1953/54, 1955/56, 1957/58, 1966/68, 1969/70, 1971/72, 1976/77, 1978/79, 1991/92, 1994/95, 1995/96, 2002/03, 2012/13, 2013/14, 2014/15, 2018/19, 2019/20, 2023/24 (Récord)
- Copa de Israel (24): 1928/29, 1929/30, 1932/33, 1940/41, 1945/46, 1946/47, 1953/54, 1954/55, 1957/58, 1958/59, 1963/64, 1964/65, 1966/67, 1969/70, 1976/77, 1986/87, 1987/88, 1993/94, 1995/96, 2000/01, 2001/02, 2004/05, 2014/15, 2020/21 (Récord)
- Copa Toto (8): 1992/93, 1998/99, 2008/09, 2014/15, 2017/18, 2018/19, 2020/21, 2023/24 (Récord)
- Supercopa de Israel (8): 1965, 1968, 1977, 1979, 1988, 2019, 2020, 2024 (Récord)

### Torneos internacionales (2)
- Liga de Campeones de la AFC (2): 1969, 1971.